# La Blanca, Michoacán de Ocampo
La Blanca är en ort i Mexiko.   Den ligger i kommunen Tacámbaro och delstaten Michoacán de Ocampo, i den södra delen av landet, 250 km väster om huvudstaden Mexico City. La Blanca ligger 1 577 meter över havet och antalet invånare är 249.
Terrängen runt La Blanca är lite bergig. Runt La Blanca är det ganska tätbefolkat, med 80 invånare per kvadratkilometer. Närmaste större samhälle är Tacámbaro de Codallos, 3,9 km öster om La Blanca. I omgivningarna runt La Blanca växer huvudsakligen savannskog.